# Lorenz Fries (Mediziner)

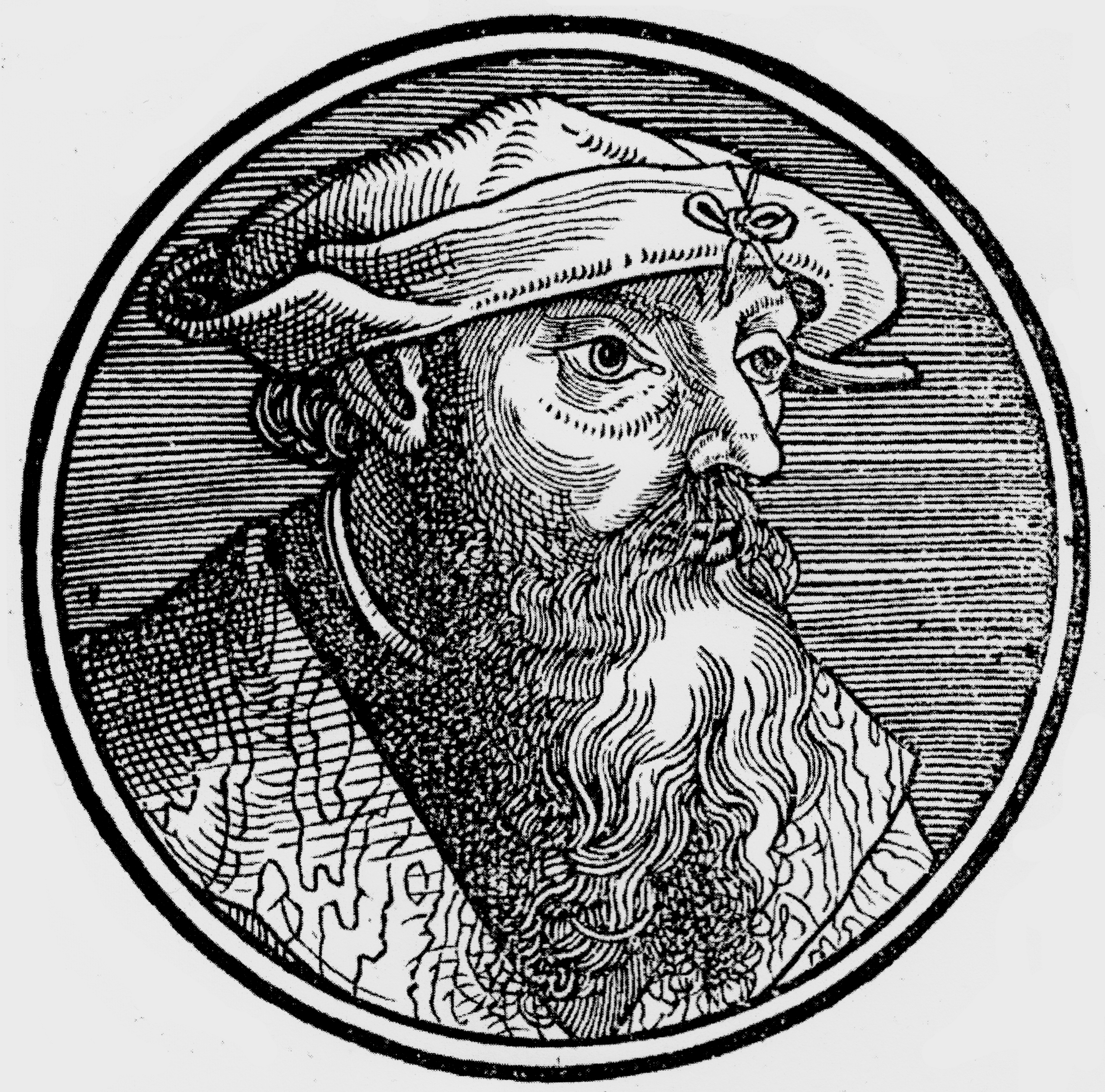
Lorenz Fries. Autorenbild 1523.

Lorenz Fries, auch Lorenz Phryes genannt, latinisiert Laurentius Phrisius (* um 1490; † 1531/32 in Metz) war ein deutscher Arzt, Astrologe und Geograph, dessen Lebensmittelpunkt im Elsass lag. Sein bekanntestes Werk ist der „Spiegel der Arznei“ (zwölf Auflagen 1518–1557).

## Leben und Wirken

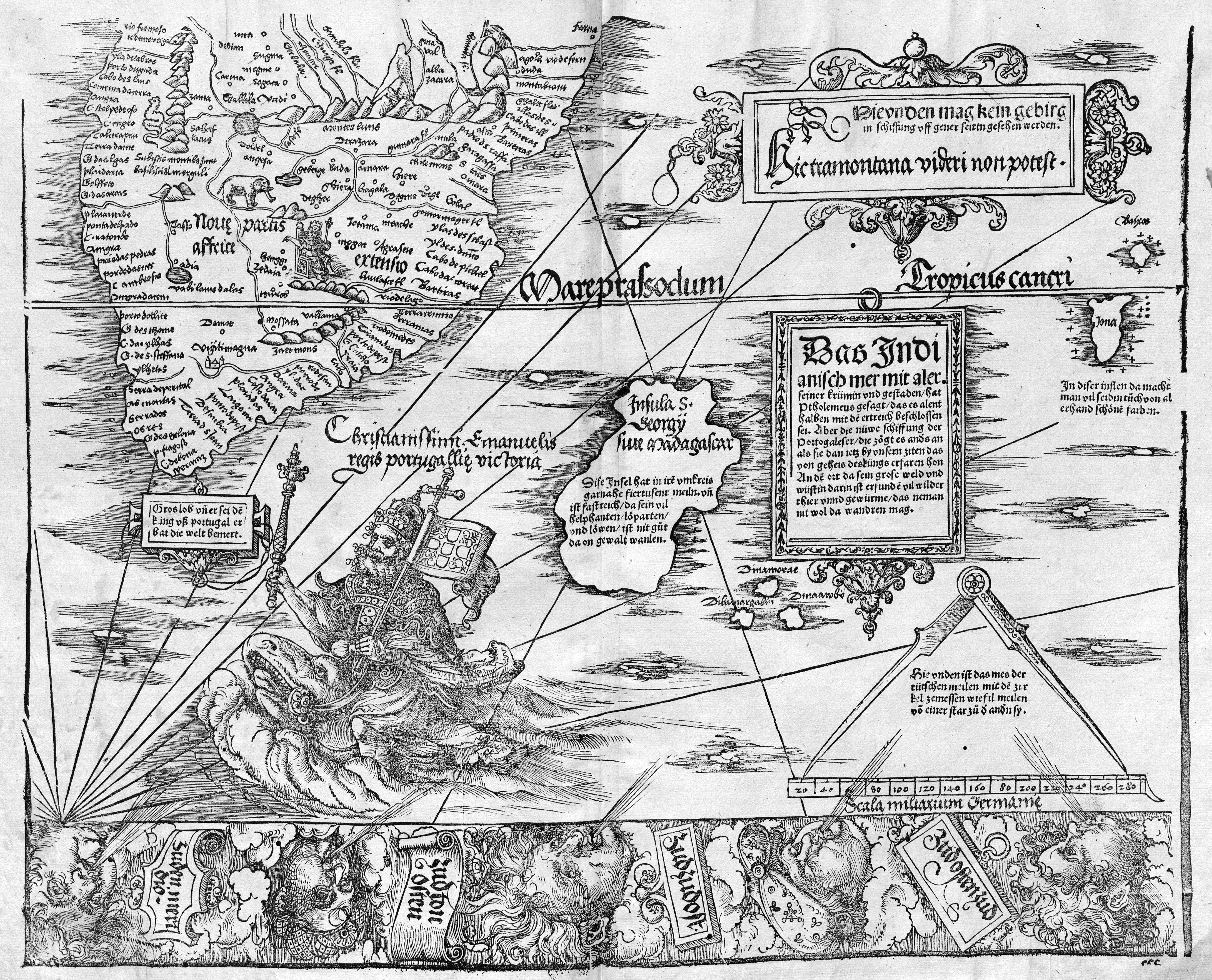
Carta Marina Navigatoria 1530. Indischer Ozean

Geburtsdatum und Geburtsort des Lorenz Fries sind nicht sicher zu bestimmen. Als mögliche Geburtsdaten wurden diskutiert: „um 1485“, 10. August 1489 oder „nach 1490“. Als mögliche Geburtsorte wurden angegeben: Mülhausen oder Colmar, Metz, Schwaben (Markgröningen). Sudhoff (1904) und Öhlschlägel (1985) vermuteten, Fries habe in Padua, Piacenza, Montpellier und Wien, wo er wahrscheinlich sein Studium abschloss, studiert. Belege dafür gibt es nicht.
Fries’ Name erschien erstmals gesichert 1513 auf einem Nürnberger Einblattdruck. Ende 1518 wohnte er im Colmarer Augustinerkloster. In Colmar war er wahrscheinlich als praktischer Arzt tätig. Auf dem Titelblatt der ersten Ausgabe 1518 des „Spiegel der Arznei“ nannte er sich „von Colmar / der Philosophy vnd Artzney Doctor“. Er widmete diese Arbeit Johann Dingler, dem Schlettstädter Zunftmeister der Fischer.
Im März 1519 zog Fries nach Straßburg. Im Juli desselben Jahres folgte er einem Ruf nach Freiburg im Üechtland, wo er für 8 Monate das Amt des Stadtarztes bekleidete und wo ihm  Agrippa von Nettesheim begegnete. Mitte des Jahres 1520 kehrte er nach Straßburg zurück und heiratete Barbara Thun, die Tochter des verstorbenen Straßburger Glasermeisters Ambrosius Thun. Damit wurde Fries Bürger von Straßburg und Mitglied der Zunft „Zur Steltz“ (Goldschmiede und Drucker). Im Mai 1525 gab Fries sein Straßburger Bürgerrecht auf und verließ die Stadt.
Bis zum Winter 1528 hielt er sich in Trier auf, wo er als Arzt tätig war. Am 28. Februar 1528 schrieb der aus Basel geflüchtete Paracelsus an Bonifacius Amerbach: „Phrusius de Colmaria optime valet, sumque optimus familiae et totam civitatem“. („Fries von Colmar befindet sich aufs beste, und ich bin aufs beste aufgenommen in seiner Familie und in der ganzen Stadt.“) Im Juli 1528 schrieb Fries eine „Prognostication“ für das Jahr 1529 in Diedenhofen. In Metz erstellte er im Oktober 1528 eine französischsprachige „Prognostication“ für das Jahr 1529 und am 14. November 1528 ein Geburtshoroskop für seinen Freund Nicolas de Heu (1494–1547), den Bürgermeister von Metz. In der im Jahre 1532 bei Balthasar Beck in Straßburg gedruckten Ausgabe des „Spiegel der Arznei“ wurde ein Vorwort von Lorenz Fries abgedruckt, das dieser am 23. Juli 1530 in Metz verfasst hatte. Darin vermerkte er beiläufig: „… Laßt mich Gott ein kurtze zeyt leben …“ Ein weiteres Vorwort in derselben Ausgabe war am 14. Mai 1532 durch Otto Brunfels verfasst worden. Darin hieß es: „ … derhalb dann der Author dißes bůchs der hochberümpt doctor Laurentius Fries vor seinem todt verursacht ist / solchs zů corrigieren …“. Aus diesen Aussagen wurde geschlossen, dass  Fries zwischen Juli 1530 und Mai 1532 gestorben ist.
Eine „lang geübte Früntschafft“ verband Fries mit dem Straßburger Drucker und Verleger Johannes Grüninger, der den Großteil seiner Werke publizierte.

## Schriften

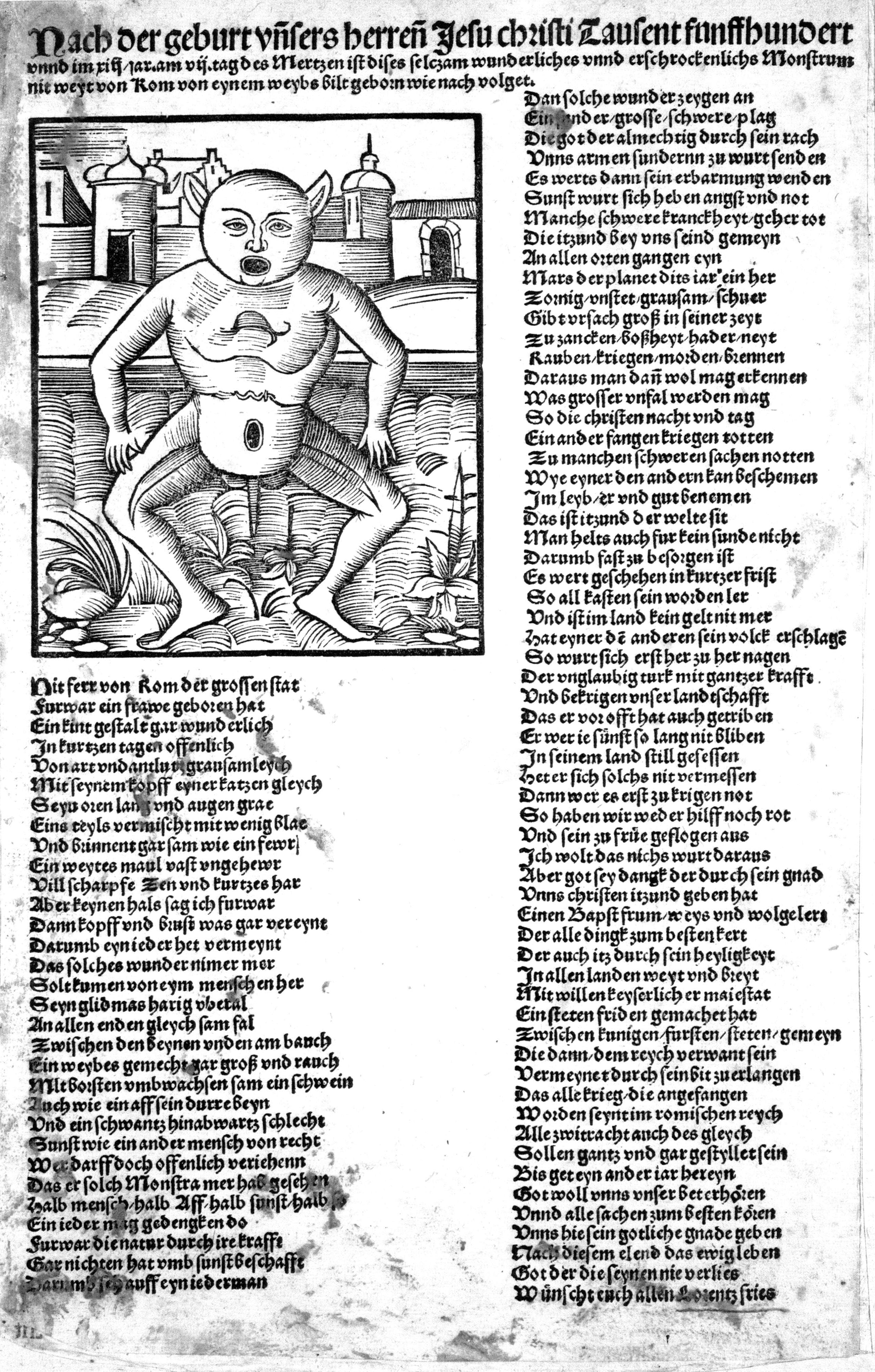
Einblattdruck. Nürnberg 1513
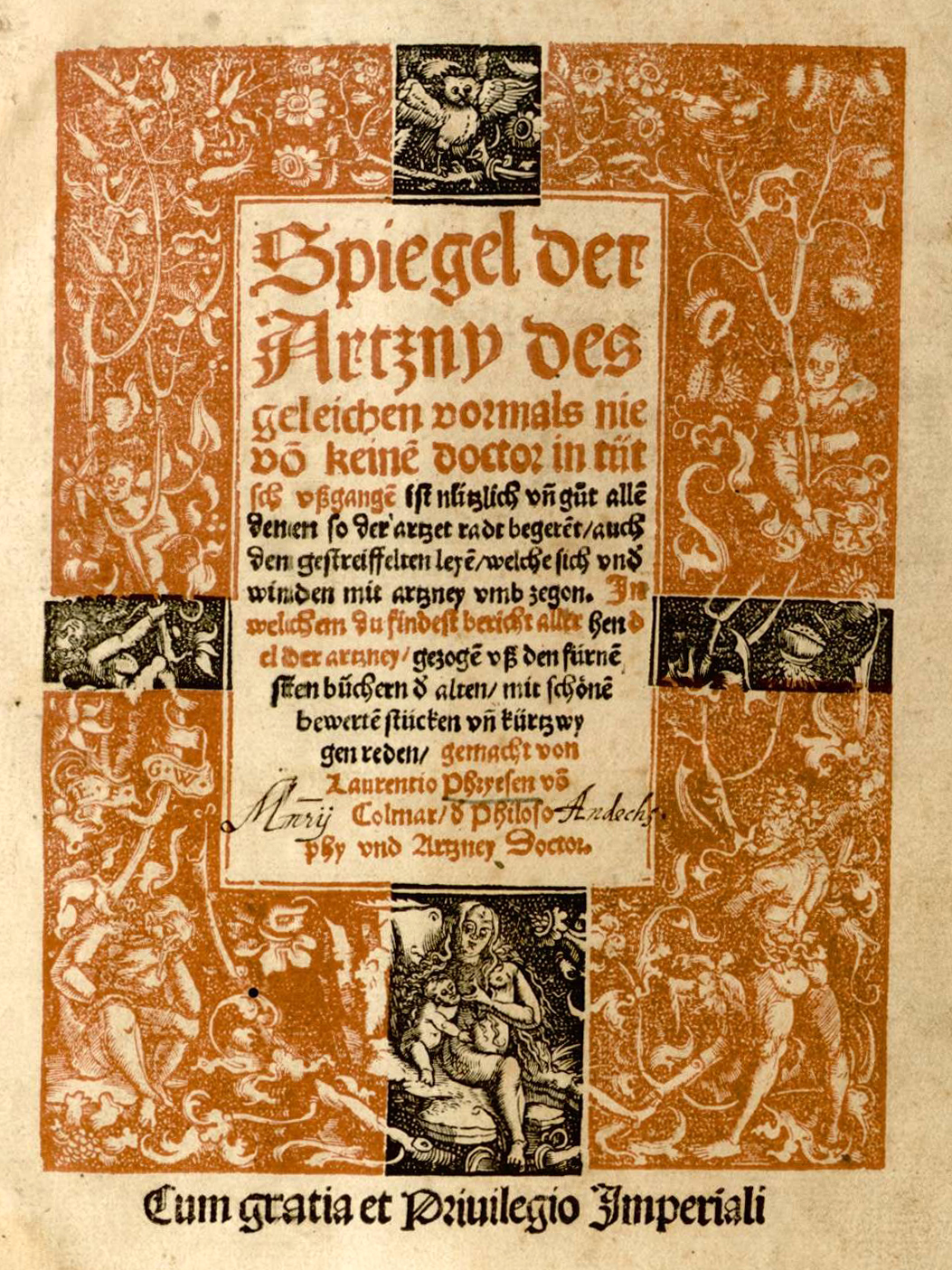
Spiegel der Arznei. Ausgabe 1518 Grüninger
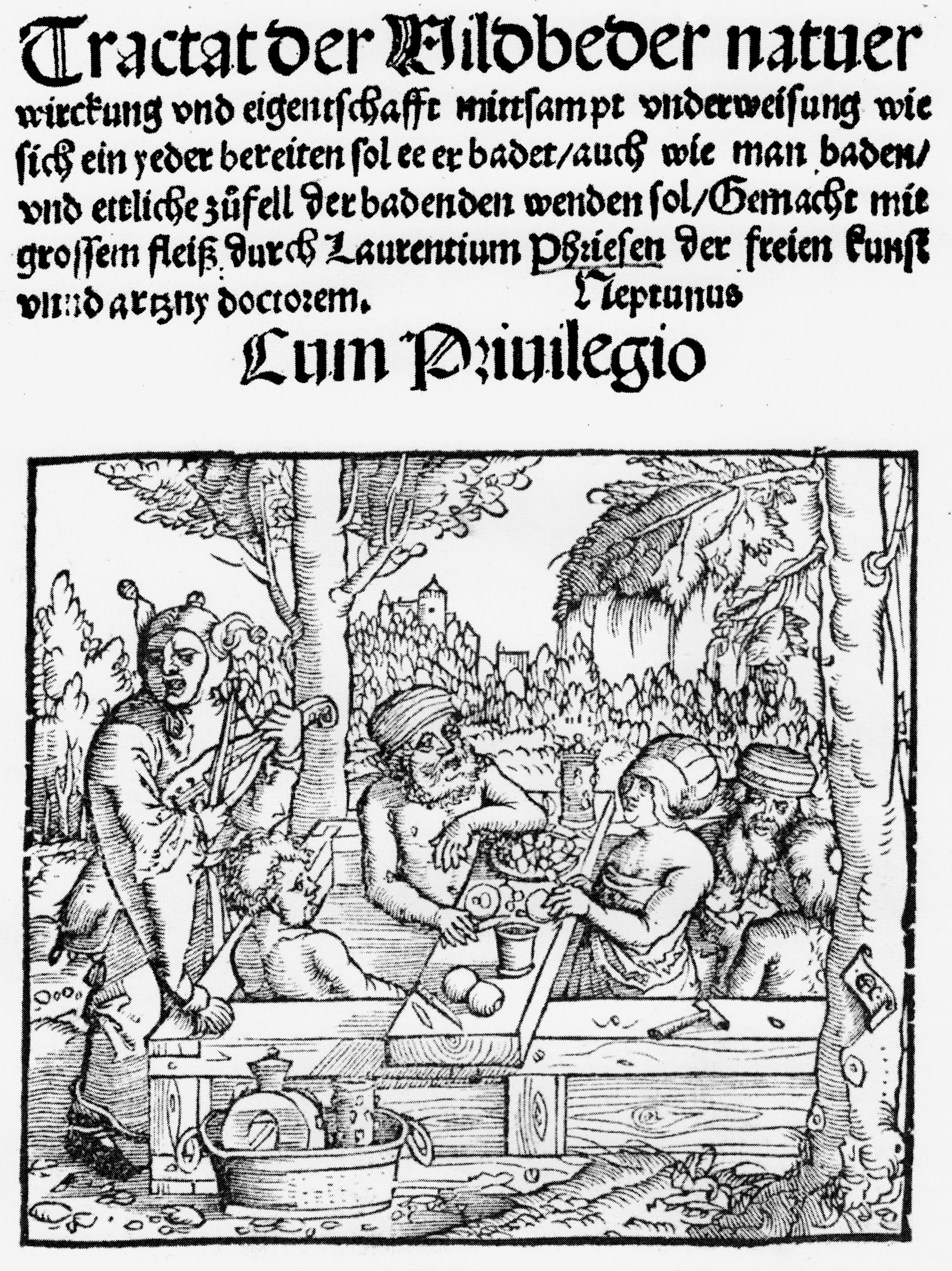
Traktat der Wildbäder Natur. 1519
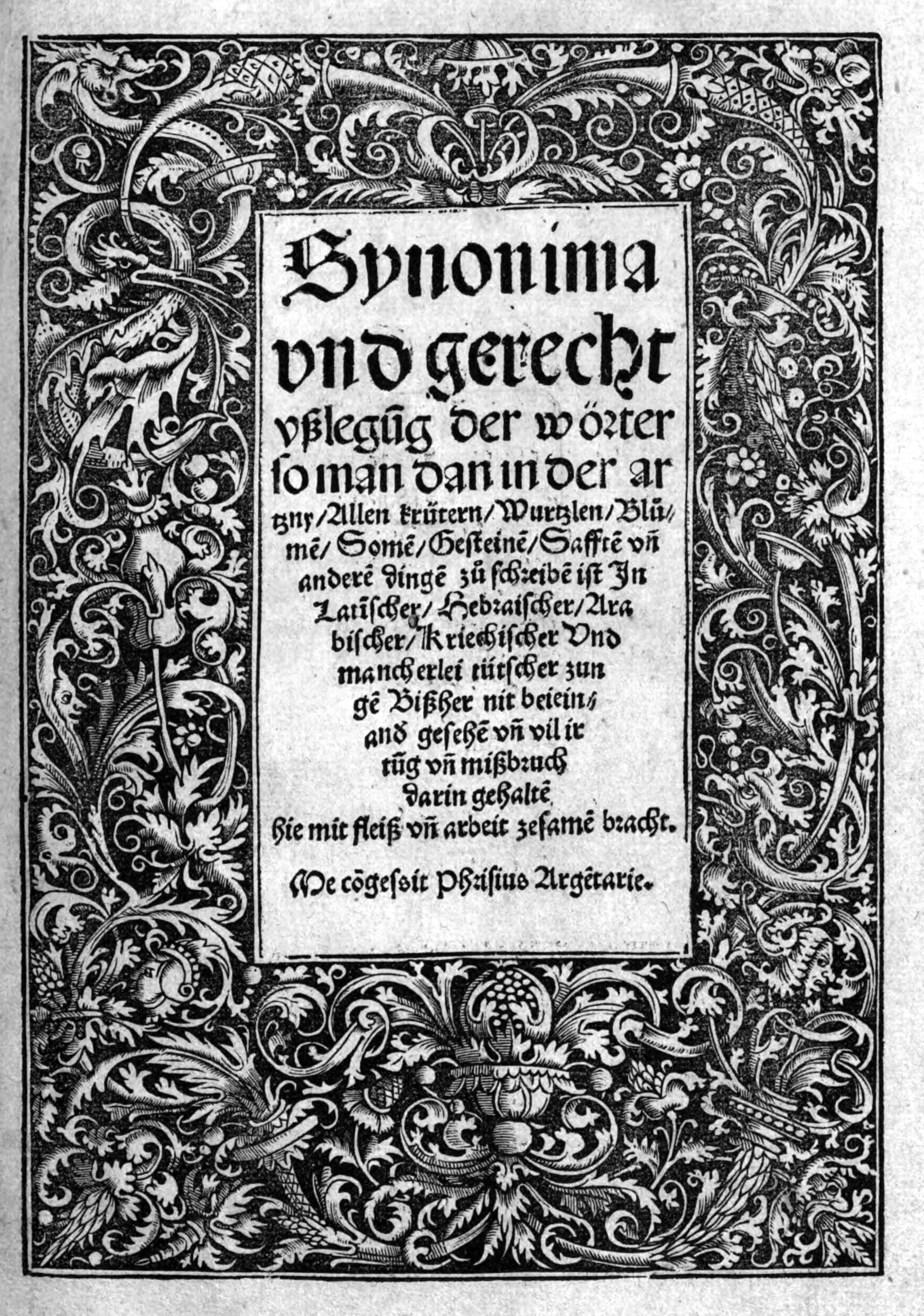
Synonymenregister. 1519
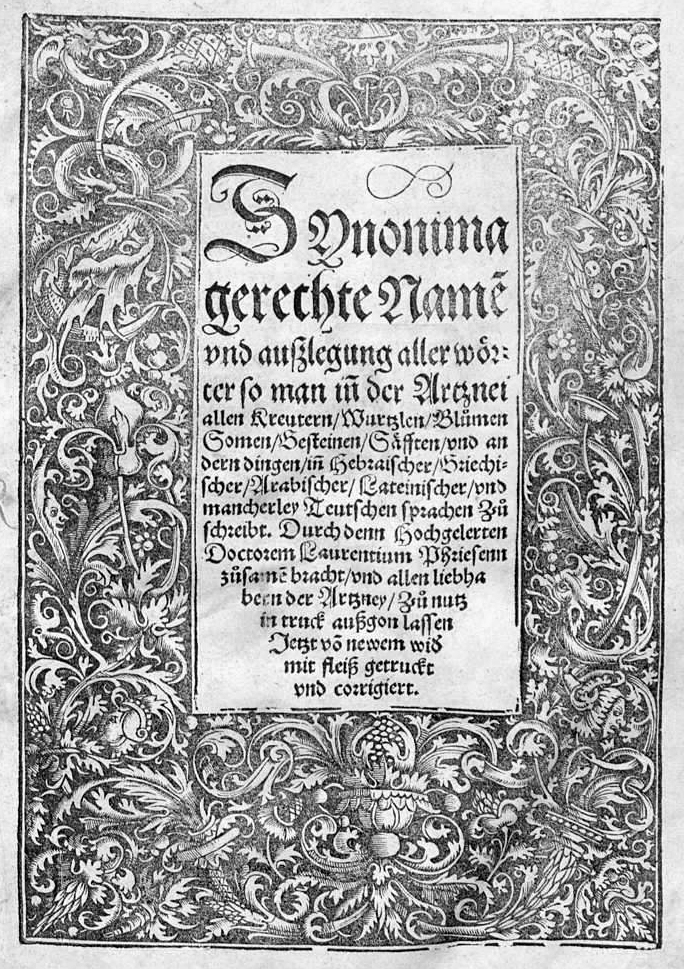
Synonymenregister. 1535
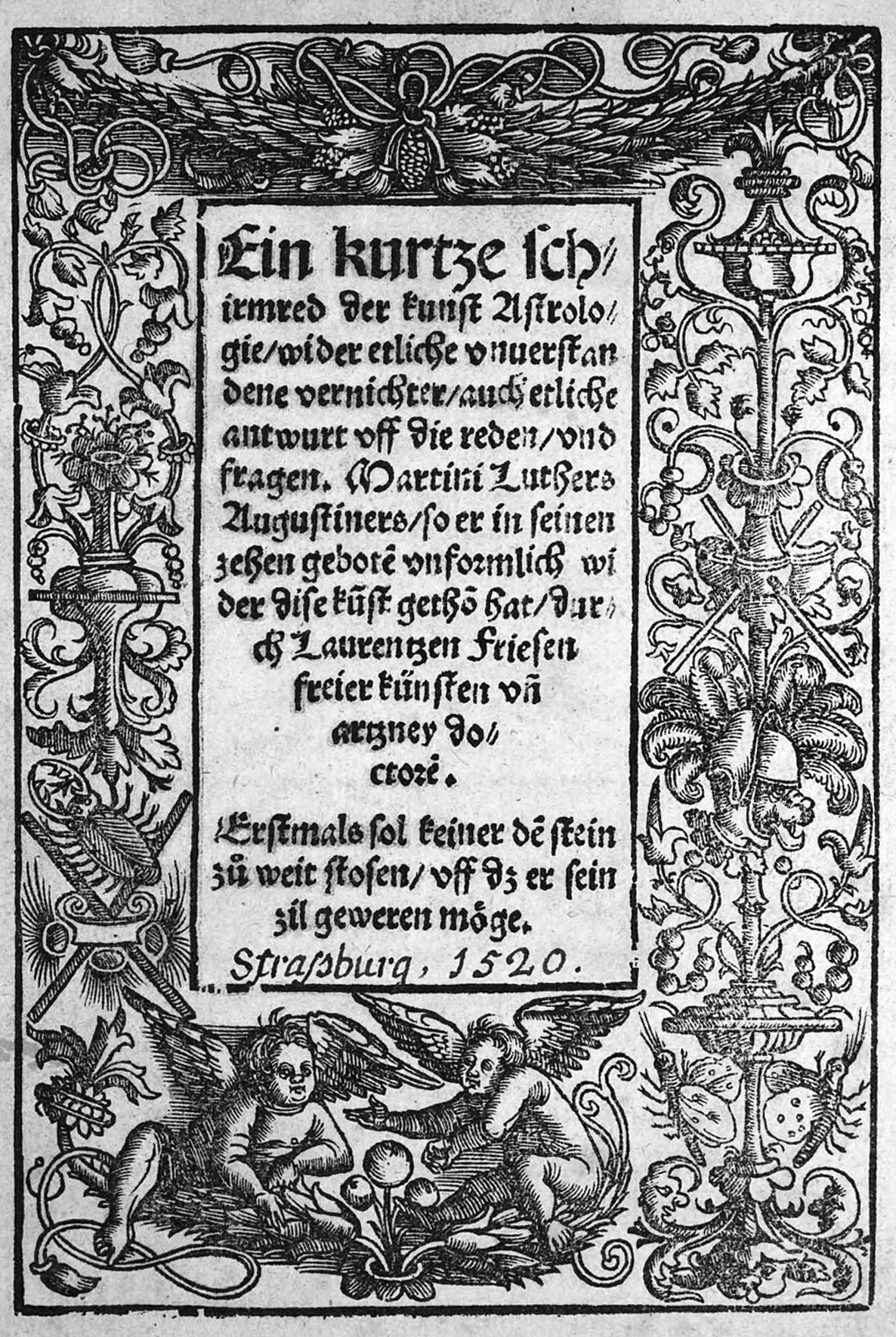
Schirmred der Kunst Astrologie. 1520
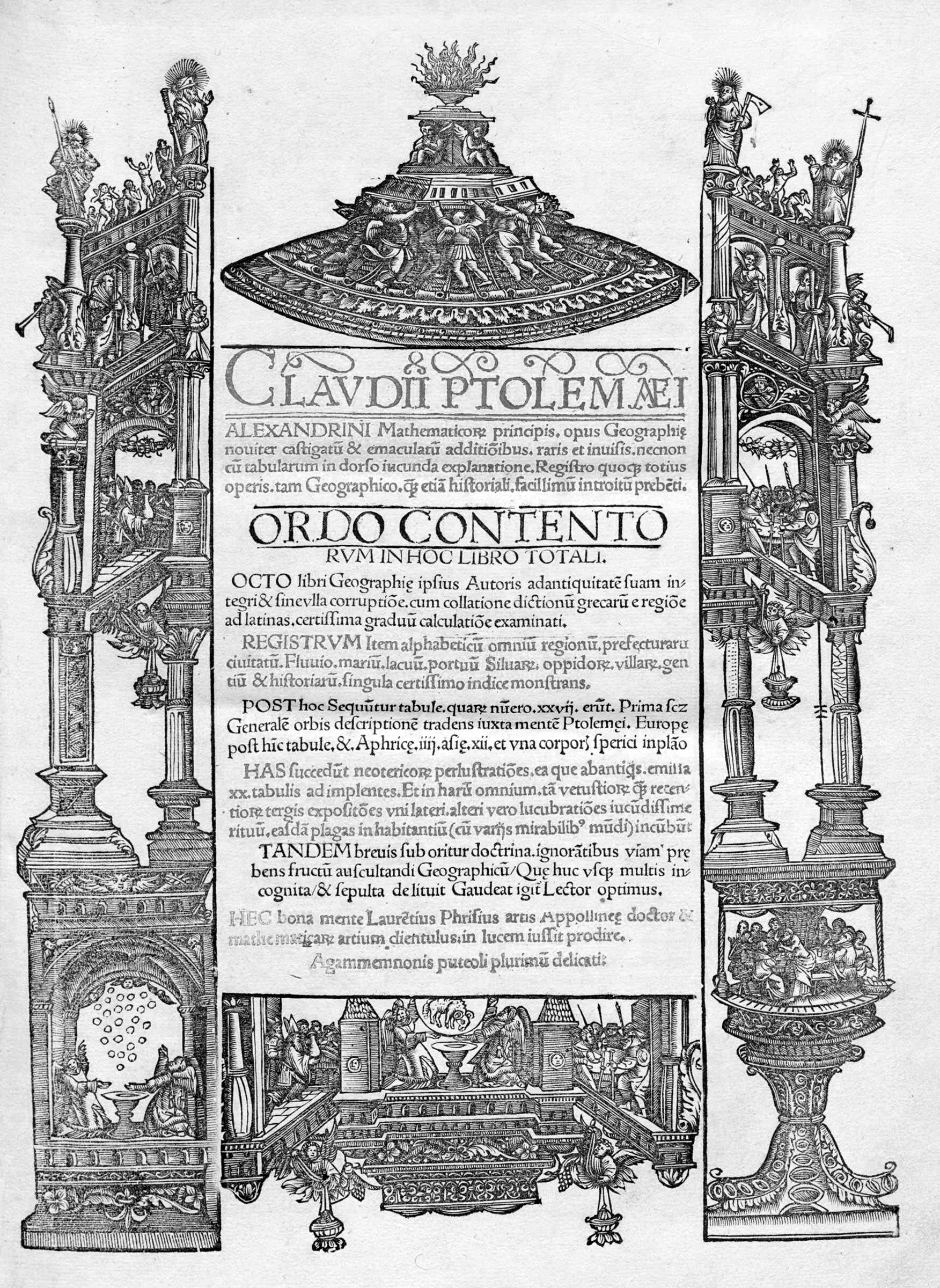
Claudii Ptolemei opus Geographie. 1522
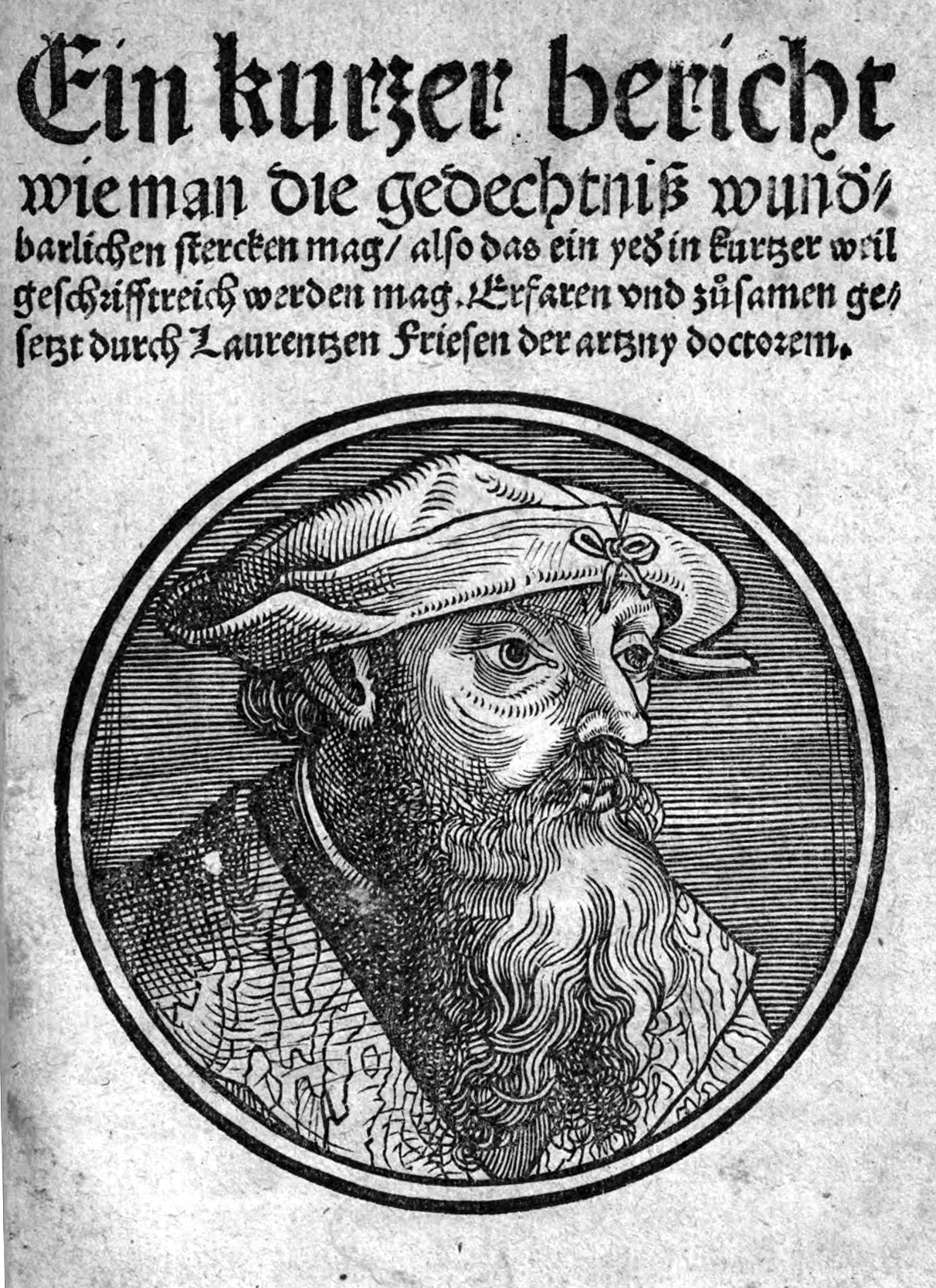
Ars memorativa. 1523
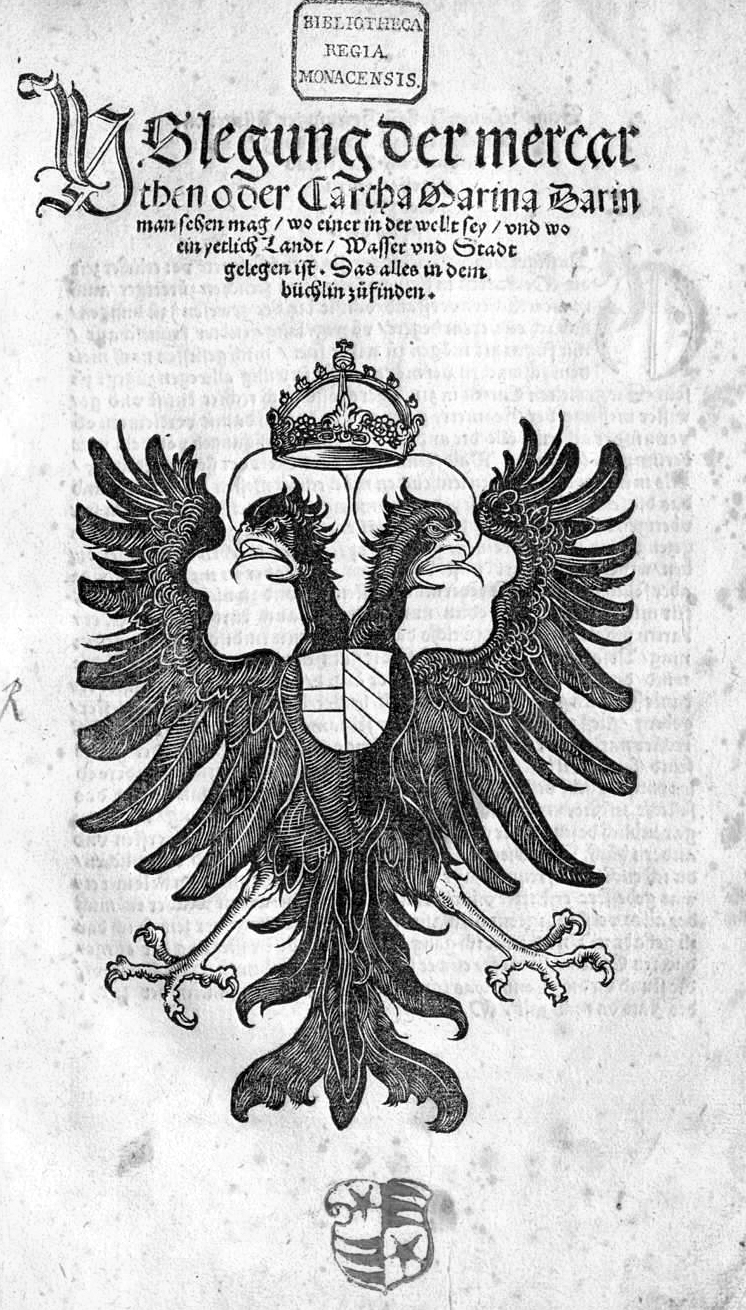
Uslegung der mercarthen oder Cartha Marina.  1527
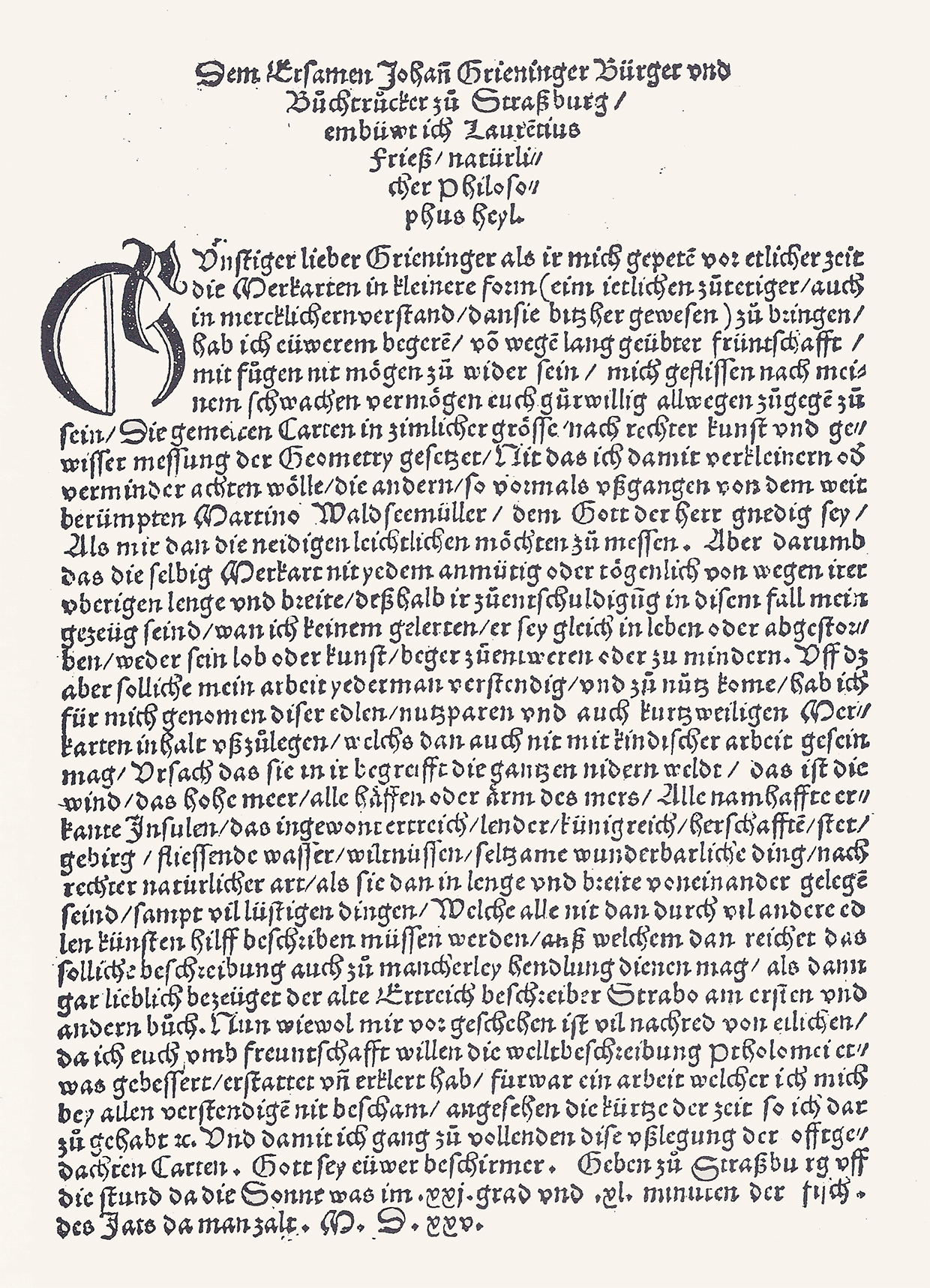
Vorwort von 1525 in Uslegung der mercarthen oder Cartha Marina. 1527
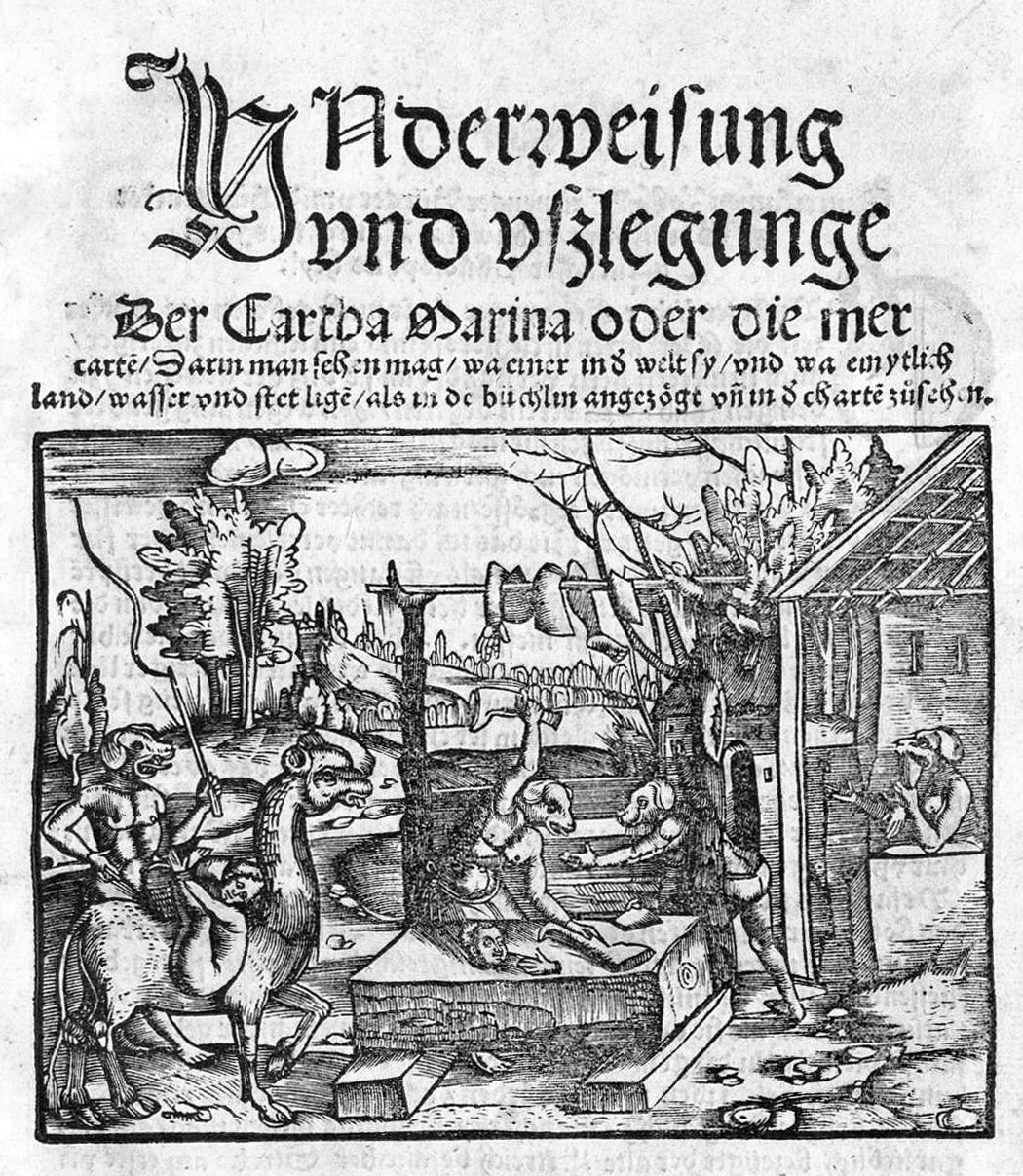
Underweisung und ußlegunge der Cartha Marina oder die mercarten. 1530
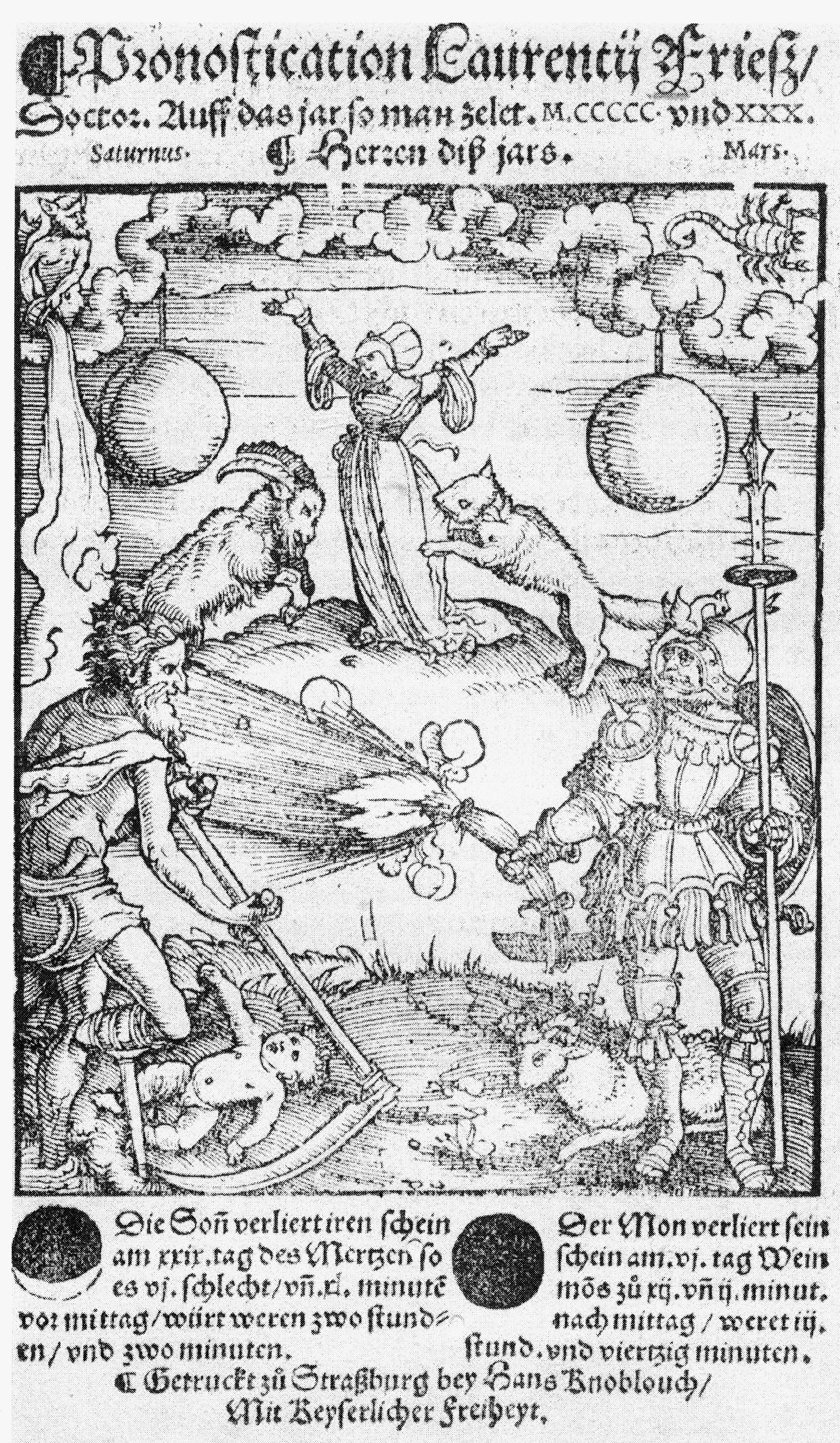
Prognostication auf das Jahr 1530.
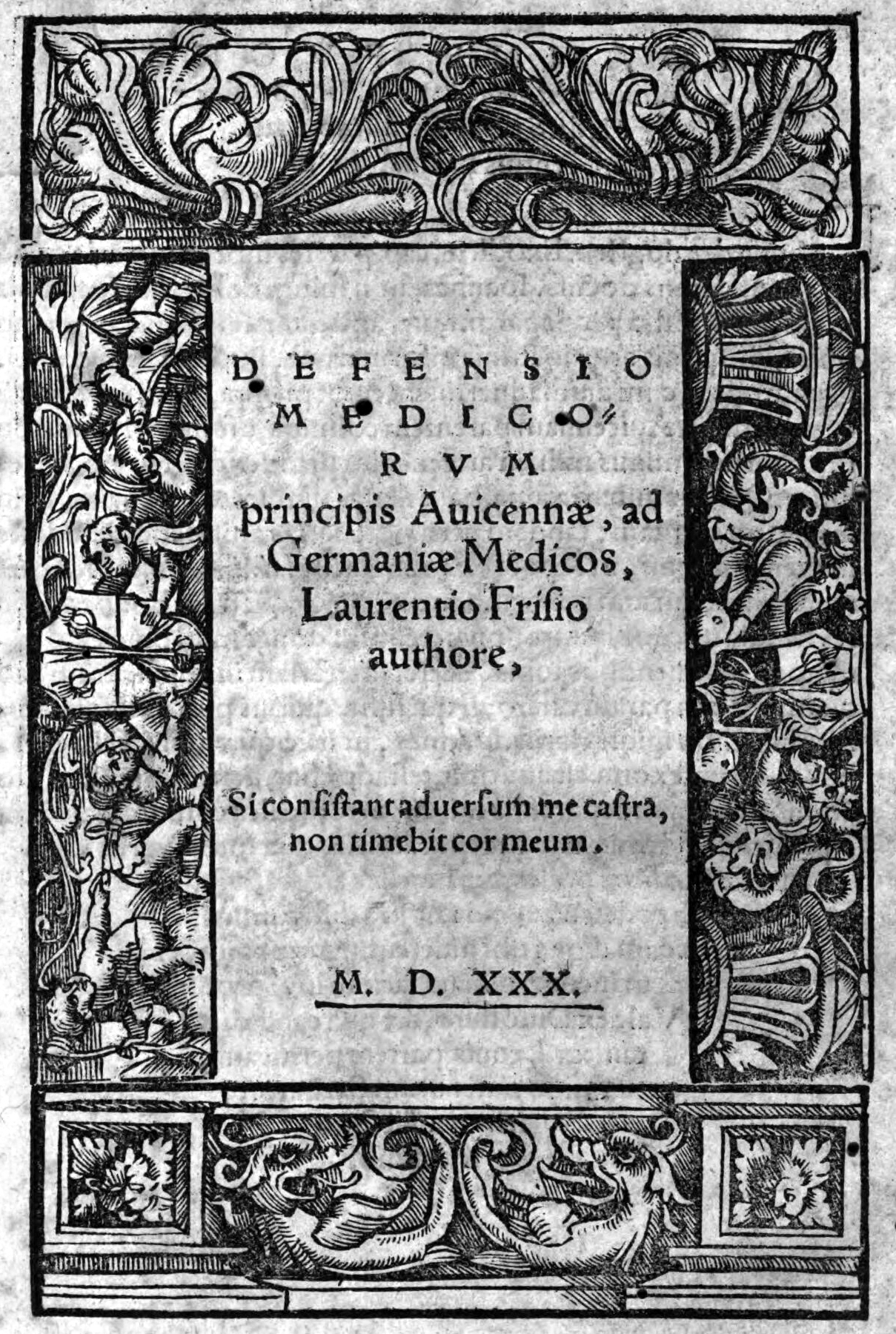
Defensio medicorum principis Avicennae. 1530
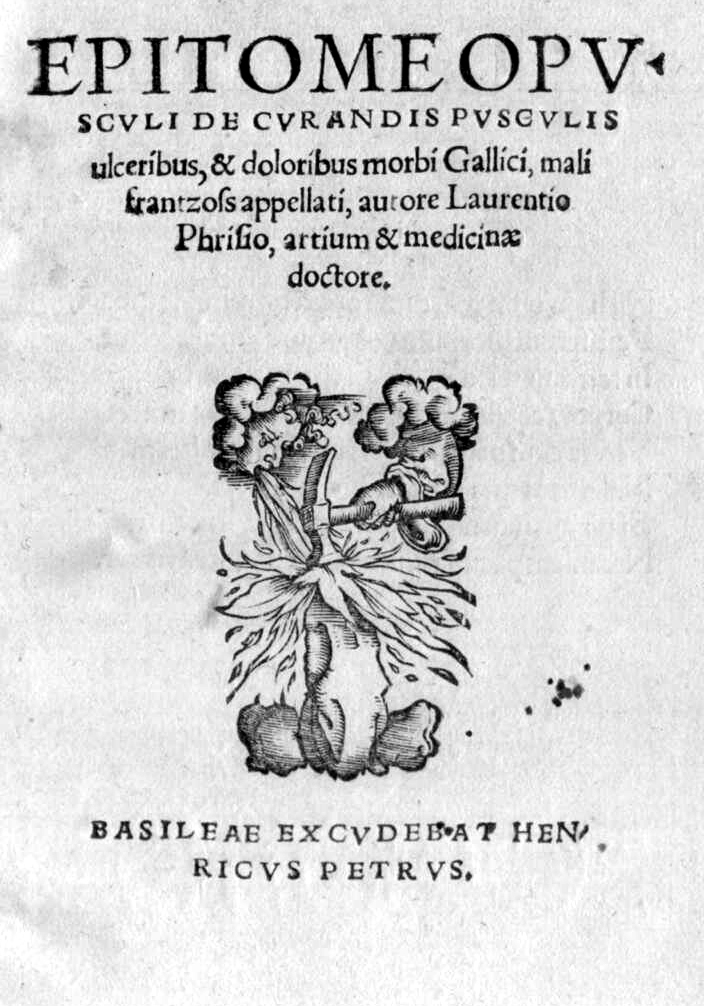
Epitome opusculi de curandis pusculis. 1532

- Wundergeburt zu Rom vom 7. März 1513. Einblattdruck. Johann Weissenburger, Nürnberg 1513[14]
- Spiegel der Artzny […]. Von 1518 bis 1557 in zwölf Auflagen bei verschiedenen Verlegern gedruckt und ab 1529 durch den Humanisten Otto Brunfels bearbeitet.
- Traktat der Wildbäder Natur. Joh. Grüninger, Straßburg 24. Juli 1519[15]; Bartholomäus Grüninger, Straßburg 1538[16].
- Synonyma und gerecht ußlegung der wörter so man in der artzny, allen Krütern, Wurtzlen, Bluomen, Somen, Gesteinen, Safften und anderen Dingen zuo schreiben ist […]. Joh. Grüninger, Straßburg 29. November 1519[17]; Barth. Grüninger, Straßburg 1535[18]. Synonymenregister der einfachen Arzneimittel in Latein, Hebräisch, Griechisch, Arabisch und Deutsch auf der Grundlage des Mainzer Gart der Gesundheit vom Jahre 1485 und des Kleinen Destillierbuchs.
- Kurze Schirmred der Kunst der Astrologiae. Joh. Grüninger, Straßburg 28. November 1520[19]
- Claudii Ptolemaei / Alexandrini Mathematicor. principis. Opus Geographie. Joh. Grüninger, Straßburg 12. März 1522[20], 30. März 1525.
- Auslegung und Gebrauch des Astrolabs. Joh. Grüninger, Straßburg 23. Juni 1522. – Expositio et usus astrolabii. Joh. Grüninger, Straßburg 7. September 1522.
- Prognostikationen: 1523, 1524, 1525 (Judenpractica), 1526, 1529[21], 1530, 1531
- Ars memorativa. Joh. Grüninger, Straßburg 7. März 1523. – Ein kurzzer Bericht wie man die Gedechtnisz […] stercken mag. Joh. Grüninger, Straßburg 12. März 1523.[22]
- Wie man alte Schäden mit dem Holz Guaiaco heilen soll. Joh. Grüninger, Straßburg 7. Januar 1525; Johann Prüss, Straßburg 1530 und 1539.
  - Niederländische Übersetzung: Een grondelike bestendighe heylsame cure der grousamigher Pocken. Symon Cock, Antwerpen 1548 und Peter Warnerson, Kampen 1566.

Die Ausgaben 1525 und 1530 sind anonym. Erst die Ausgabe 1539 nennt Fries als Autor. Karl Sudhoff (1904, S. 771) nahm an, dass Fries alle diese Syphilisschriften verfasste – der Arzt, Bibliothekar und Medizinhistoriker Ernest Wickersheimer (1880–1965) bezweifelte die Friessche Autorenschaft für alle Ausgaben.
- Auslegung der Meerkarten (von Martin Waldseemüller). Joh. Grüninger, Straßburg 2. März 1525, 3. Juni 1527[24], Carta Marina Navigatoria 22. April 1530[25]. Fries prägte um 1525 wahrscheinlich als erster den deutschen Begriff „Karte“.
- Carta Marina Navigatoria Portugalien Navigationes : atque tocius cogniti orbis terrae marisque formae naturam situm et terminos noviter recognitos et ab antiquorum traditione differentes hec generaliter monstrat, 1525 Joh. Grüninger, Straßburg 1530 (Digitalisat)
- Zusammen mit Johannes Nidepontanus (Metz): Sudor anglicus. Joh. Knobloch d. J., Straßburg 1529. Fries berichtete u. a. von einer Epidemie in Freiburg im Üechtland im Jahre 1519, die er als Ausbruch des Sudor anglicus deutete.
- Defensio medicorum Principis Avicennae ad Germaniae medicos. Johann Knobloch. d. J., Straßburg 24. August 1530[26]
- Epitome opusculi de curandis pusculis. Henricus Petrus, Basel 1532[27]
  - Liber De Morbo Gallico : In Qvo Diuersi celeberrimi in tali materia scribentes, medicine contine[n]tur auctores videlicet. Nicolavs Leonicenus Vicentinus. Vlrichvs De Hvtten Germanus. Petrvs Andreas Mattheolo Senensis. Lavrentivs Phrisius. Ioannis Almenar Hispanus... Cremer, Venedig 1535 (Digitalisat)

## Spiegel der Arznei
Fries Hauptschrift, der Spiegel der Arznei, wurde von 1518 bis 1557 in zwölf Auflagen bei drei Verlegern gedruckt und ab 1529 durch den Humanisten Otto Brunfels bearbeitet. Der Erstdruck erschien am 1. September 1518.

### Die Ausgaben

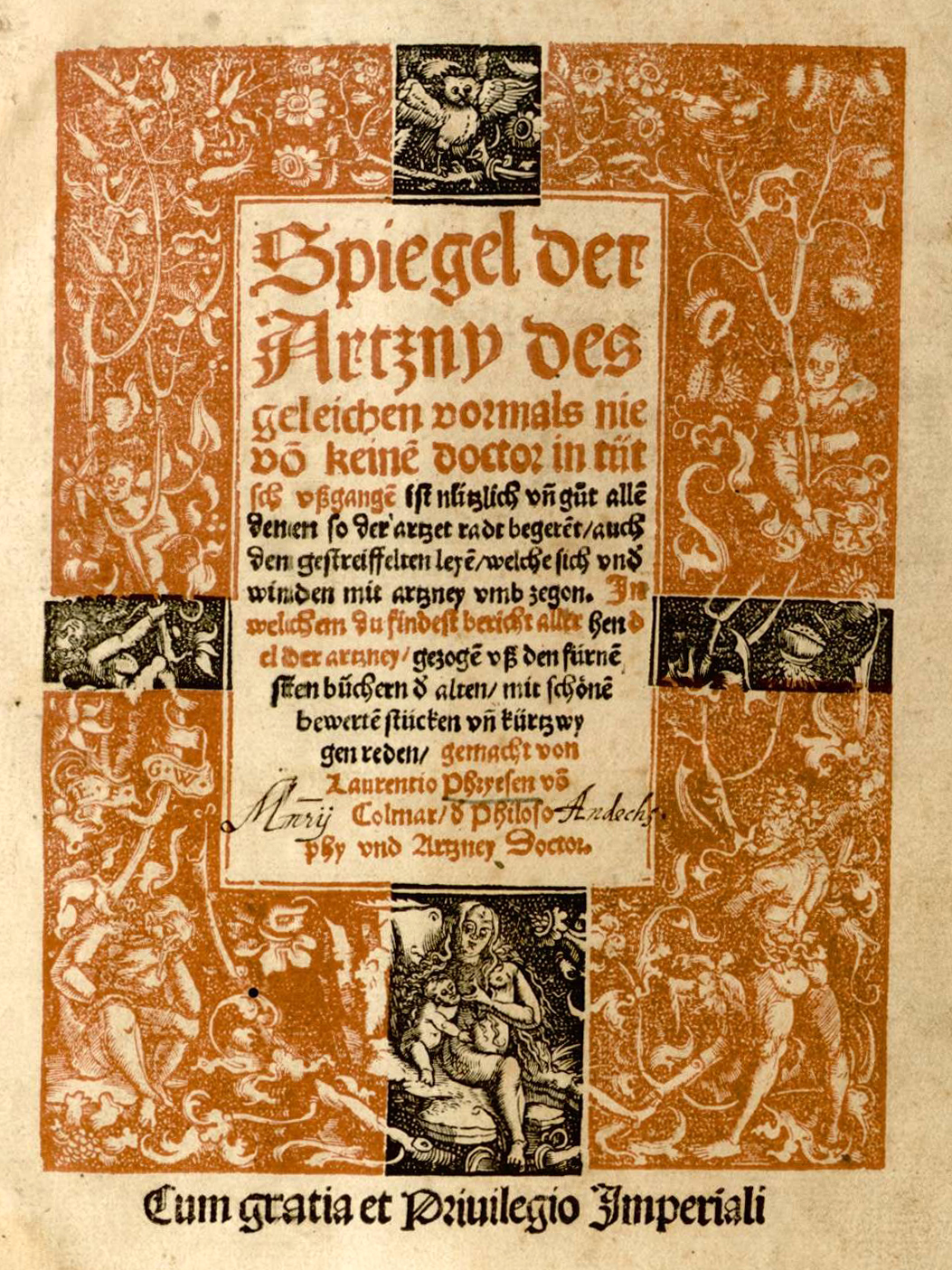
Ausgabe 1518 Grüninger
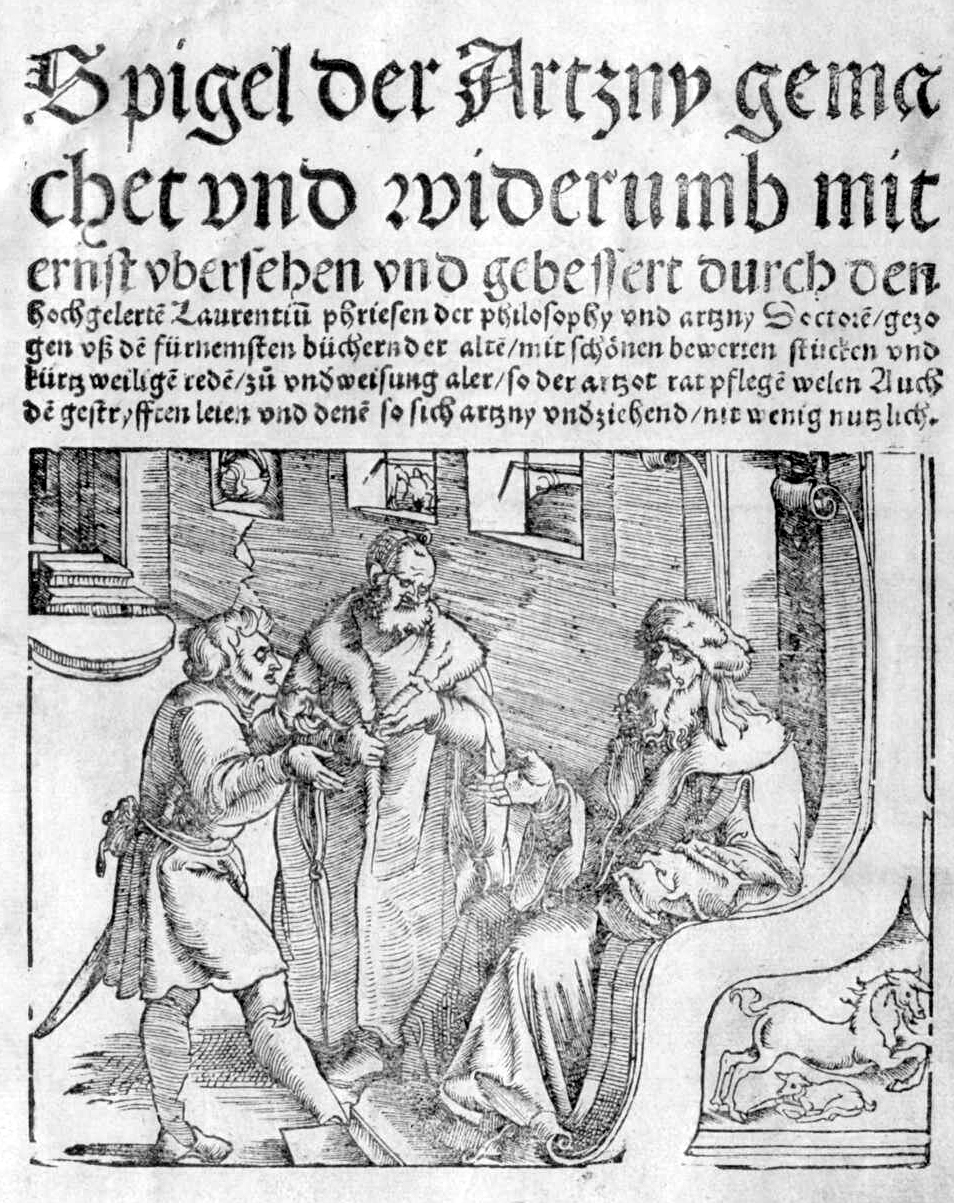
Ausgabe 1529 Grüninger
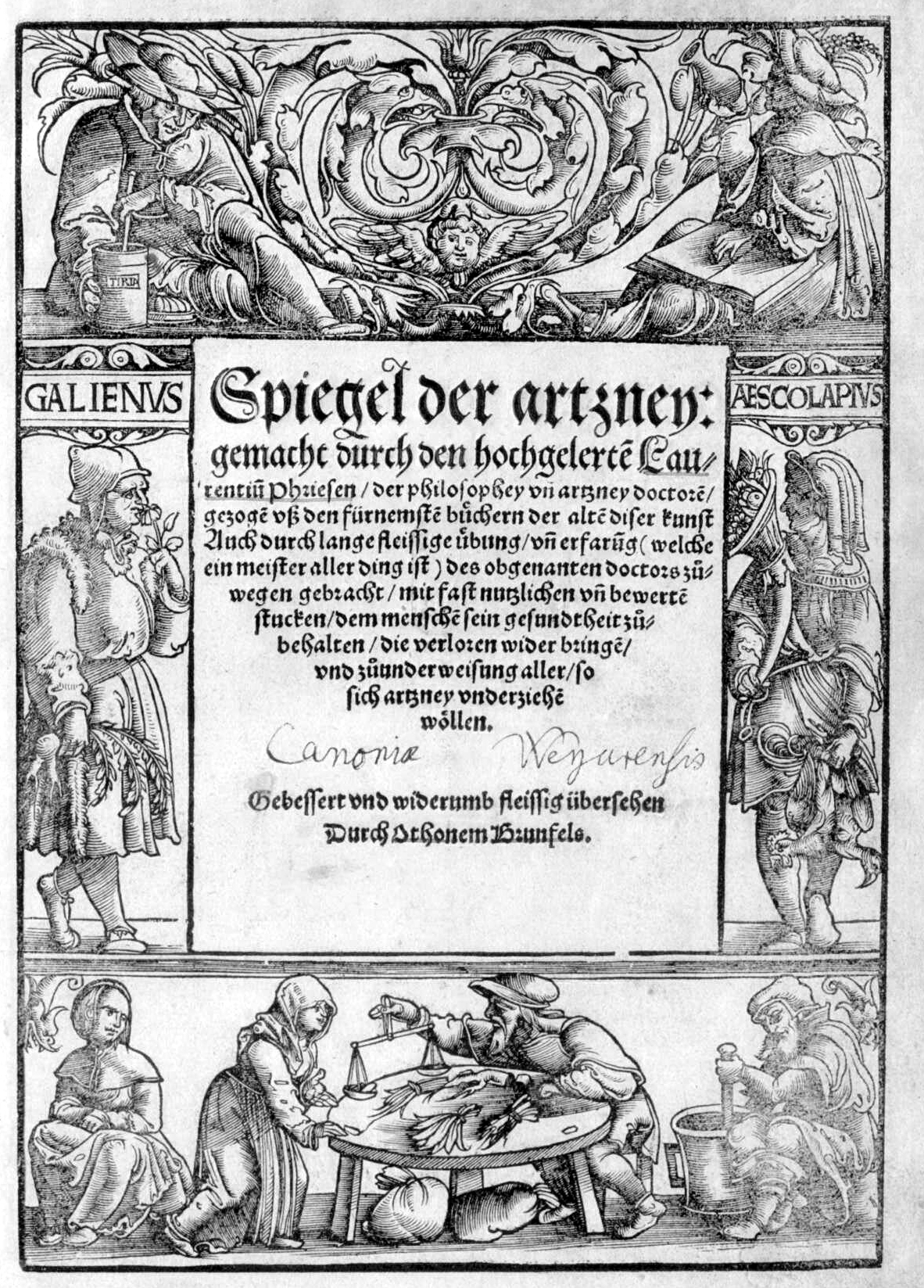
Ausgabe 1529 Beck
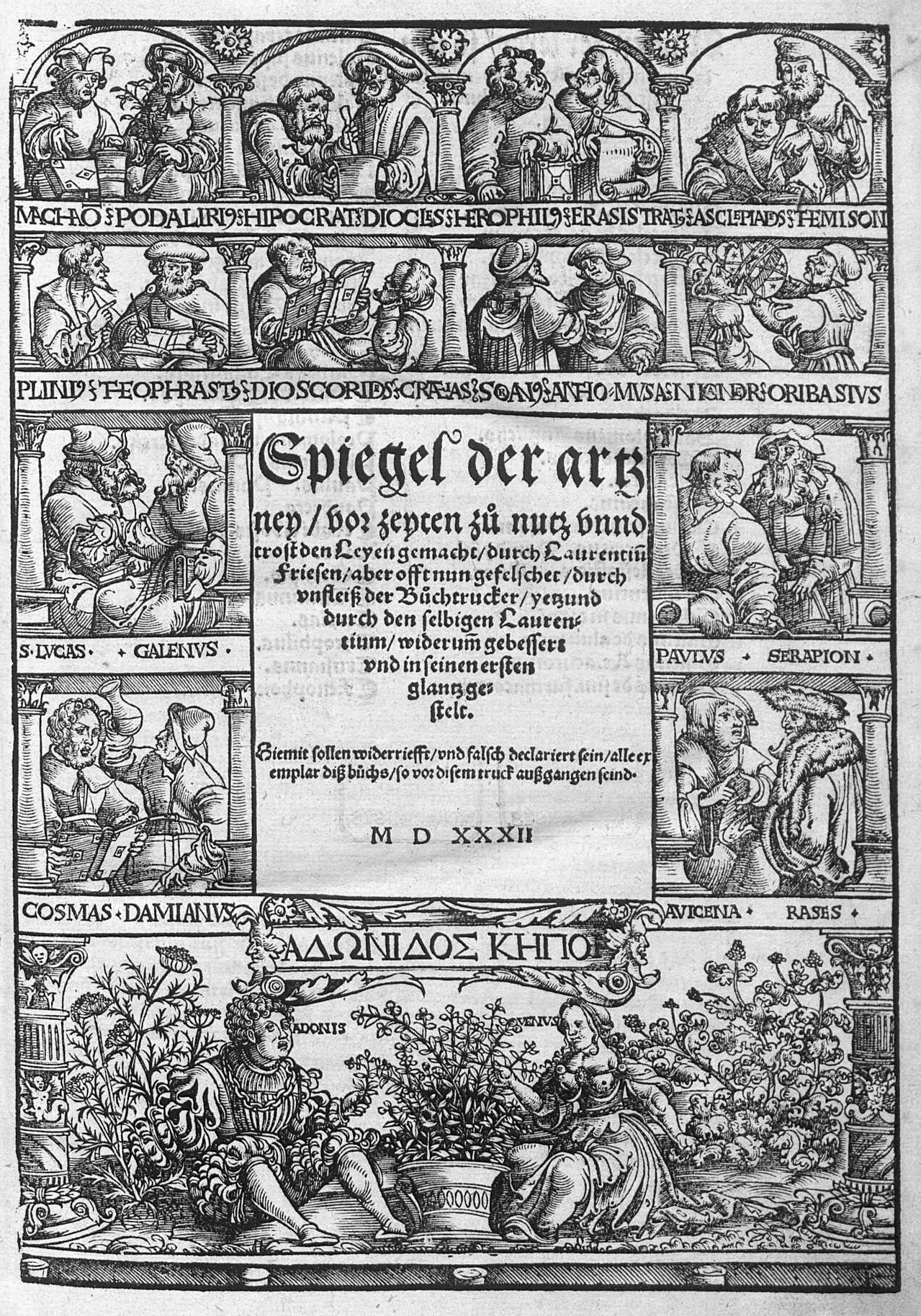
Ausgabe 1532 Beck
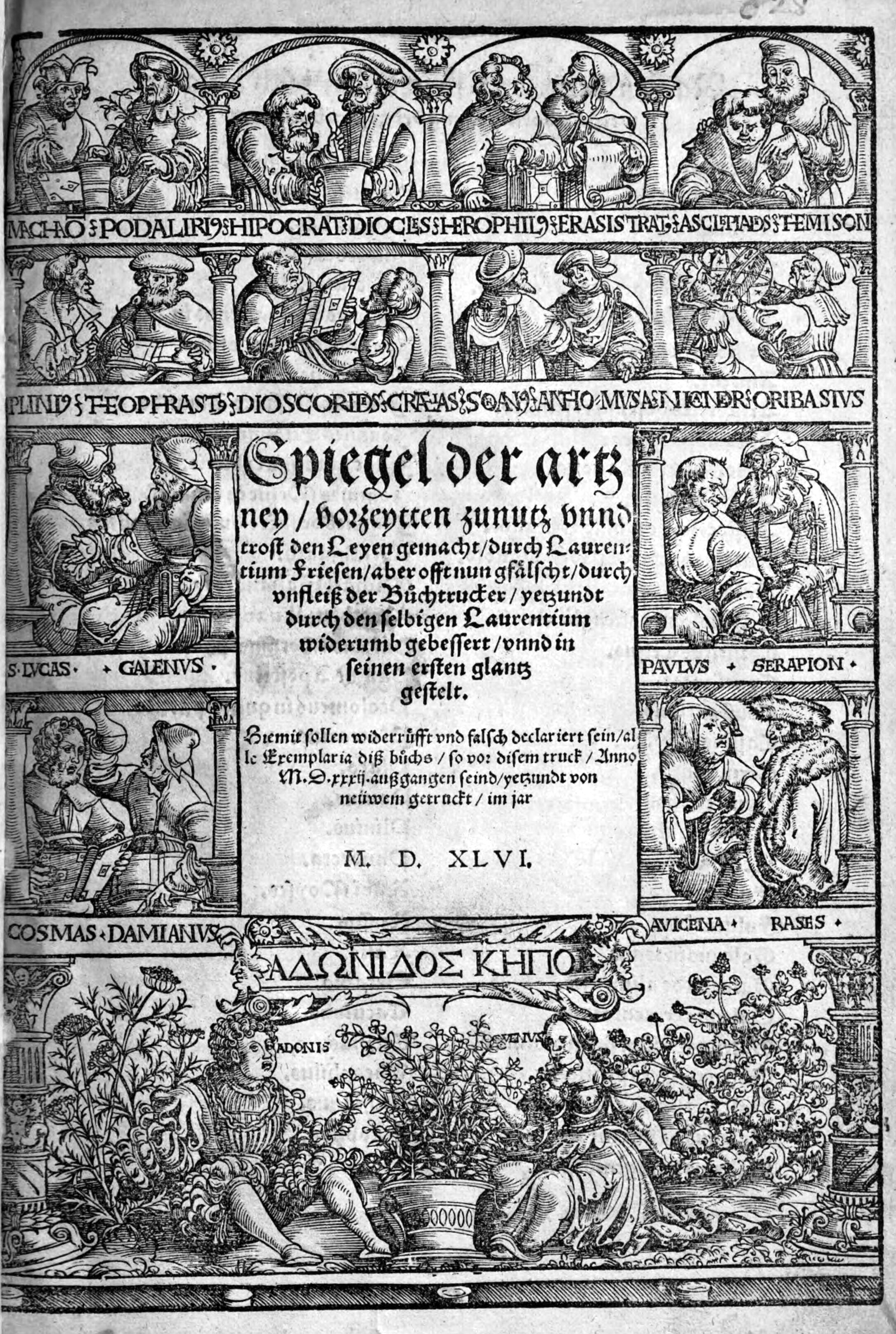
Ausgabe 1546 Beck

- 1. Ausgabe Johannes Grüninger, Straßburg 1. September 1518[28]. 2. Ausgabe, J. Grüninger, Straßburg 1. September 1519. 3. Ausgabe. J. Grüninger, Straßburg 17. März 1529[29]
- 1529 ließ der Verleger Balthasar Beck in Straßburg den Spiegel der Arzney durch Otto Brunfels bearbeiten. Drei Auflagen dieser Fassung wurden gedruckt: 18. August 1529[30], 14. März 1532[31] und 1546[32].
- 1542 straffte Johann Dryander den Friesschen Spiegel, hängte einen kurzen Anatomieteil an und veröffentlichte ihn unter dem Titel Der ganzen Arznei gemeiner Inhalt beim Verleger Christian Egenolph in Frankfurt[33]. 1547 hängte Dryander noch einen Abschnitt über Chirurgie an. Dazu bediente er sich der deutschen Übersetzung der Kleinen Wundarznei Lanfranks, die 1528 von Otto Brunfels besorgt und von Christian Egenolph gedruckt worden war. In dieser Form erschienen noch zwei weitere Auflagen des Spiegels: 1547 und 1557[34].

Die Bibliothek des Zürcher Medizinhistorischen Instituts besitzt 2 Doppelfolianten, in denen seit dem 16. Jh. der Spiegel der Arznei mit dem Kreuterbuch des Eucharius Rösslin zusammengebunden ist:
- 1. Doppelfoliant: Spiegel der Arznei 1532 und Kreuterbuch 1533.
- 2. Doppelfoliant: Spiegel der Arznei 1546 und Kreuterbuch 1550.

### Die Quellen

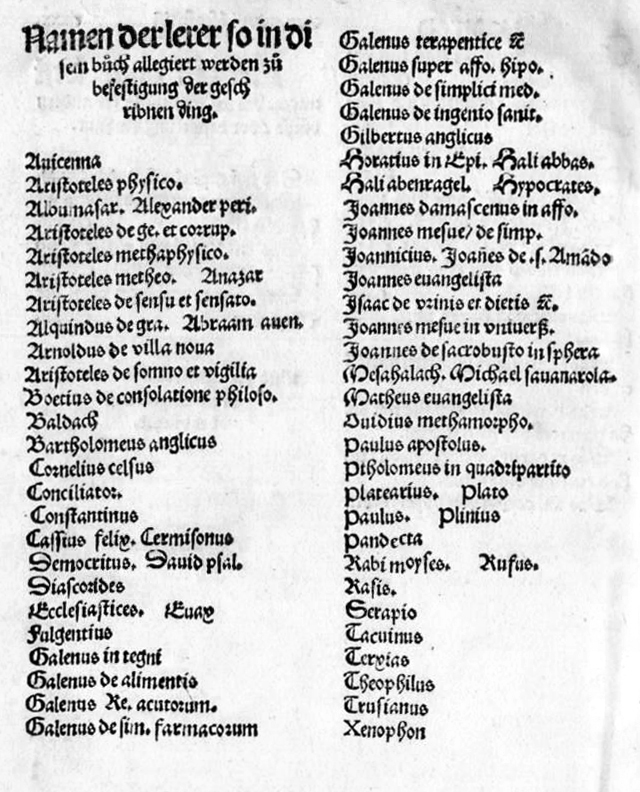
Quellen des Spiegel der Arznei 1518

Im Anschluss an die Einleitung führt Fries seine Quellen auf. Es ist kaum möglich und bisher auch noch nicht versucht worden, all diese Quellen im Spiegel nachzuweisen. Als Hauptquelle kann Avicennas Kanon der Medizin angenommen werden, der – insbesondere auf Galen fußend – einen Gesamtüberblick über das gibt, was wir heute „Innere Medizin“ nennen.

### Zielpublikum und deutsch-lateinischer Sprachenstreit. Setzerwillkür
Der Spiegel war eine populäre Darstellung der ganzen „Inneren Medizin“. Auf dem Titelblatt der Erstausgabe 1518 hieß es programmatisch:
„Spiegel der Artzny des geleichen vormals nie von keinem doctor in tütſch vßgangen. iſt nützlich vnd gůt allen denen ſo der artzet radt begerent / auch den gestreiffelten leyen / welche ſich vnderwinden mit artzney vmb zegon …“
Der Spiegel war nicht das erste Werk in deutscher Sprache mit medizinischem Inhalt. Zu nennen sind das Arzneibuch des Würzburger Chirurgen Ortolf von Baierland (1477), der Gart der Gesundheit des Frankfurter Stadtarztes Johann Wonnecke von Kaub (1485), das Buch der Cirurgia (1497), das Kleine Destillierbuch (1500) sowie das Große Destillierbuch (1512) des Straßburger Chirurgen Hieronymus Brunschwig. Wie Fries in seinem Spiegel der Arznei, so betonte auch Hieronymus Brunschwig in seinem Kleinen Destillierbuch, dass er sein Werk zur Unterrichtung der Kranken geschrieben habe:
... „ſunderlichen für die gemeynen menſchen die die ertzeny nit zů bezalen habent / oder haben mögent. wan warumb wie offt hab ich geſehen dar zů gehört menſchen eyns ſchloß oder dorffs ich geſchwig der cleinen ſtettlin in kranckheit vallen / weder ertzeny noch artzet haben möchtent ward in geholffen oder vff enthaltung biß man im ertzeny oder den artzet bracht …“
Mit den „gestreiffelten leyen“ (Fries) bzw. „gemeynen menſchen“ (Brunschwig) waren wohlhabende Patrizier und Adelige gemeint, denn die gedruckten Bücher hatten einen hohen Preis und ihre Verwendung setzte voraus, dass die Käufer lesen konnten. Der Spiegel der Arznei lässt sich in die Kategorie der Hausväterliteratur einordnen. Doch diese Preisgabe medizinischen Fachwissens der Lateiner durch ein in der Landessprache verfasstes Arzneibuch brachte Fries Hass und Verfolgung durch die „gelehrten Ärzte“ ein:
... „ [diſes werck] vmb welches ich doch vil erlitten hab / von den gelerten artzet ſeer verhaſſet vnd verfolgt / darumb das ich den innhalt diſer kunſt Teütſcher zungen eröffnet hab.“